# Il cantante (singolo)
Il cantante è un singolo dei Lost del 2010, pubblicato come secondo estratto dall'album Allora sia buon viaggio, uscito il 4 maggio dello stesso anno.
Il singolo, oltre a quella dei Lost e di Stefano Florio, vede anche la firma del cantautore Niccolò Agliardi, che ha collaborato con la band vicentina per alcuni brani del nuovo album.

## Video
Il videoclip, diretto da Gabriele Paoli, è stato girato nella suggestiva cornice dei Cinecittà Studios, con oltre 300 attori e figuranti speciali provenienti da tutta Italia. Il video è un omaggio al cinema e si evolve tra immagine e realtà distorte ma attuali, attraverso personaggi surreali e grotteschi che sembrano uscire da un film di Fellini o di Tim Burton.
La band vicentina è stata premiata nell'ambito della VII edizione del Roma Videoclip "Il cinema incontra la musica" grazie a questo videoclip.